# Palazzo Bevilacqua

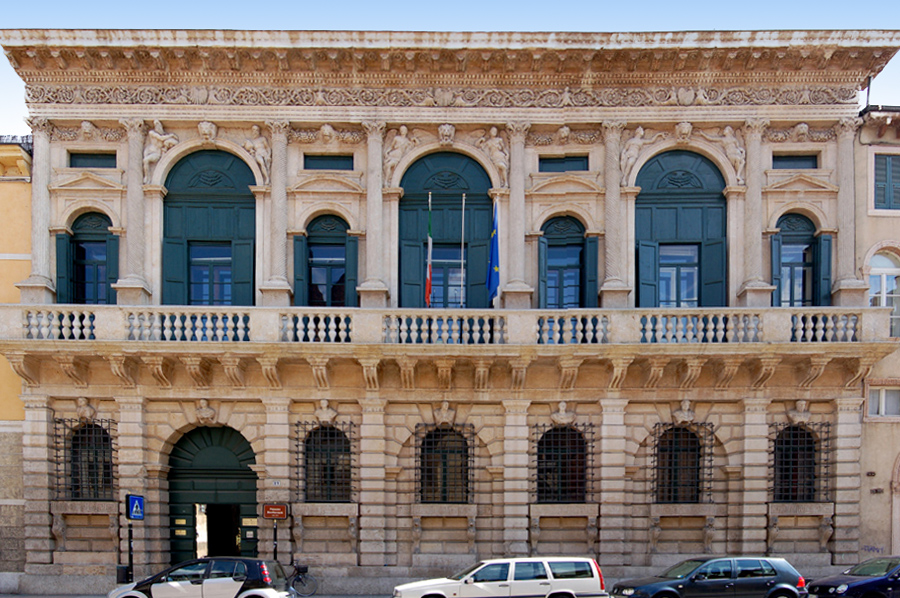
Fachada do Palazzo Bevilacqua.

O Palazzo Bevilacqua é um antigo palácio de Verona atribuido a Michele Sanmichele.

## História

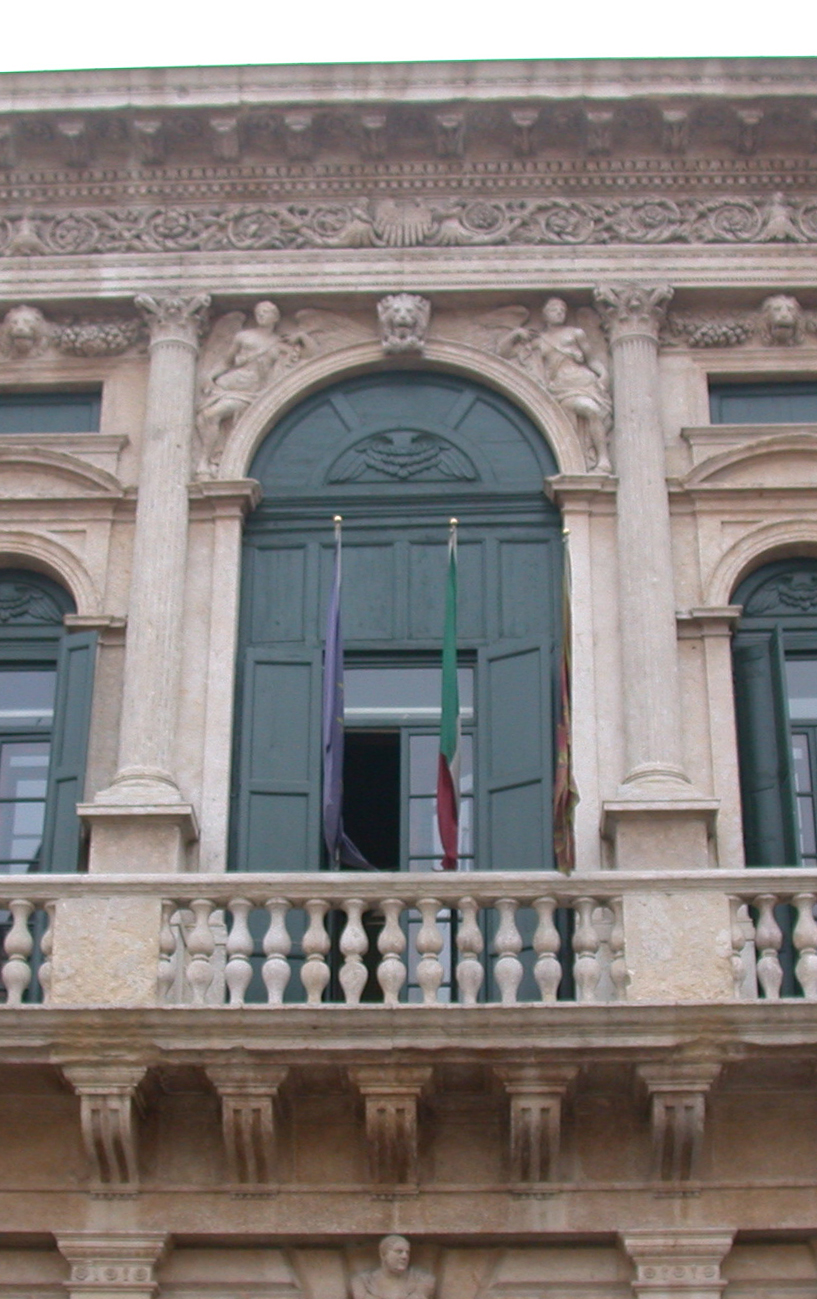
Detalhe da fachada.

Dada a presença histórica e a grande importância da família condal dos Bevilacqua em Verona, no centro citadino não existe apenas um Palazzo Bevilacqua. De qualquer modo, dois são os mais importantes, situados um no coração da cidade antiga e o outro ao longo da triunfal artéria dedicada a Cavour.
O mais famoso é certamente o segundo, erguido pelo célebre arquitecto veronês Michele Sanmichele por encomenda da família Bevilacqua, presente naquela zona durante séculos (presença testemunhada já em 1146), por volta de 1530.
O palácio hospedou por diversos anos a colecção de arte do Conde Marco Bevilacqua, que continha obras de artistas veroneses, como Orbetto, mas também de nomes internacionais, como Tintoretto.
Cedido pela última Duquesa Bevilacqua à autoridade pública, é, actualmente, sede da ITCS Lorgna-Pindemonte.

## Estrutura
O Palazzo Bevilacqua é certamente um dos palácios particulares mais refinados e ricos da cidade, com uma fachada realizada em duas ordens (seguindo o modelo do Palazzo Caprini de Bramante), a inferior mais sólida e a superior mais esguia e elegante. Entrando por um grande portão acede-se a um delicioso pátio interno que conduzia directamente ao piano nobile (andar nobre"), onde viviam os membros da família.

Foto por Paolo Monti, 1972
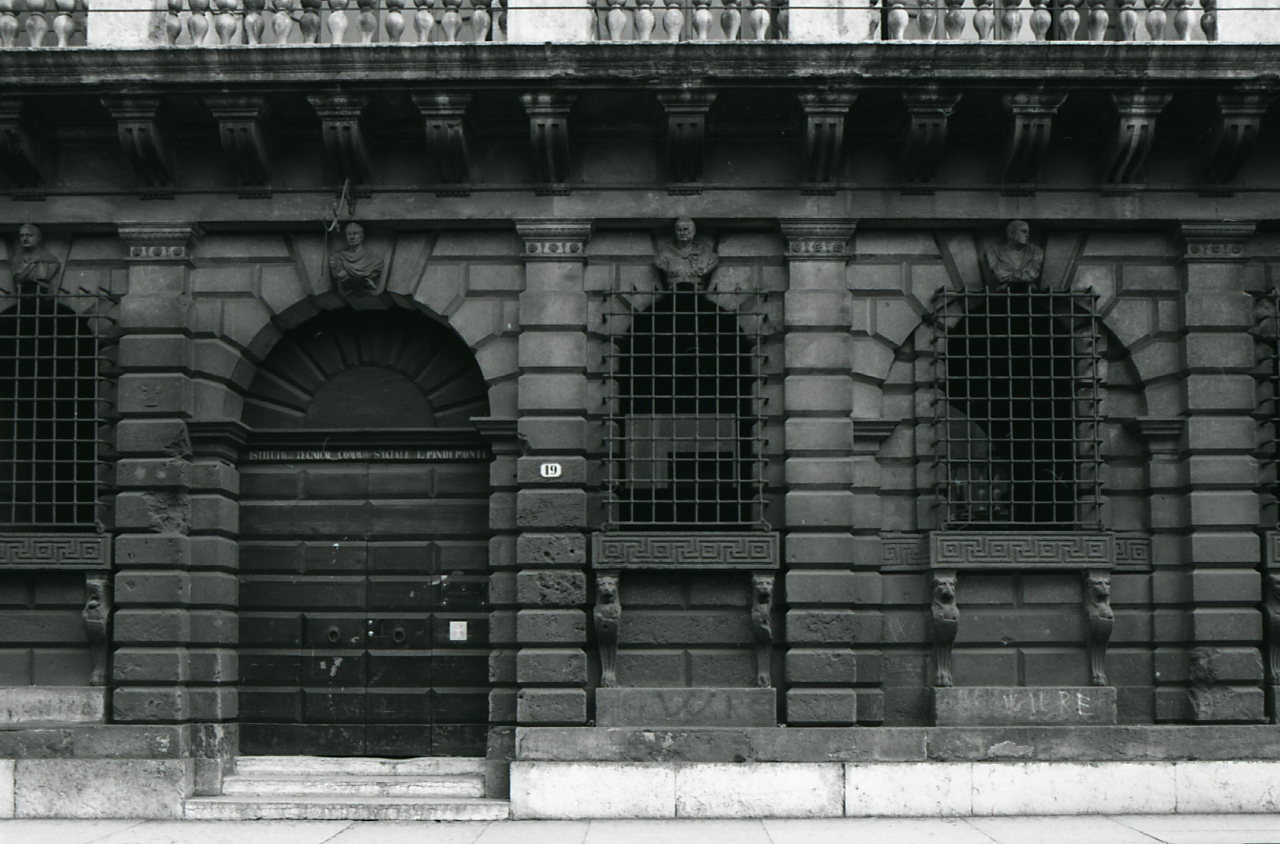
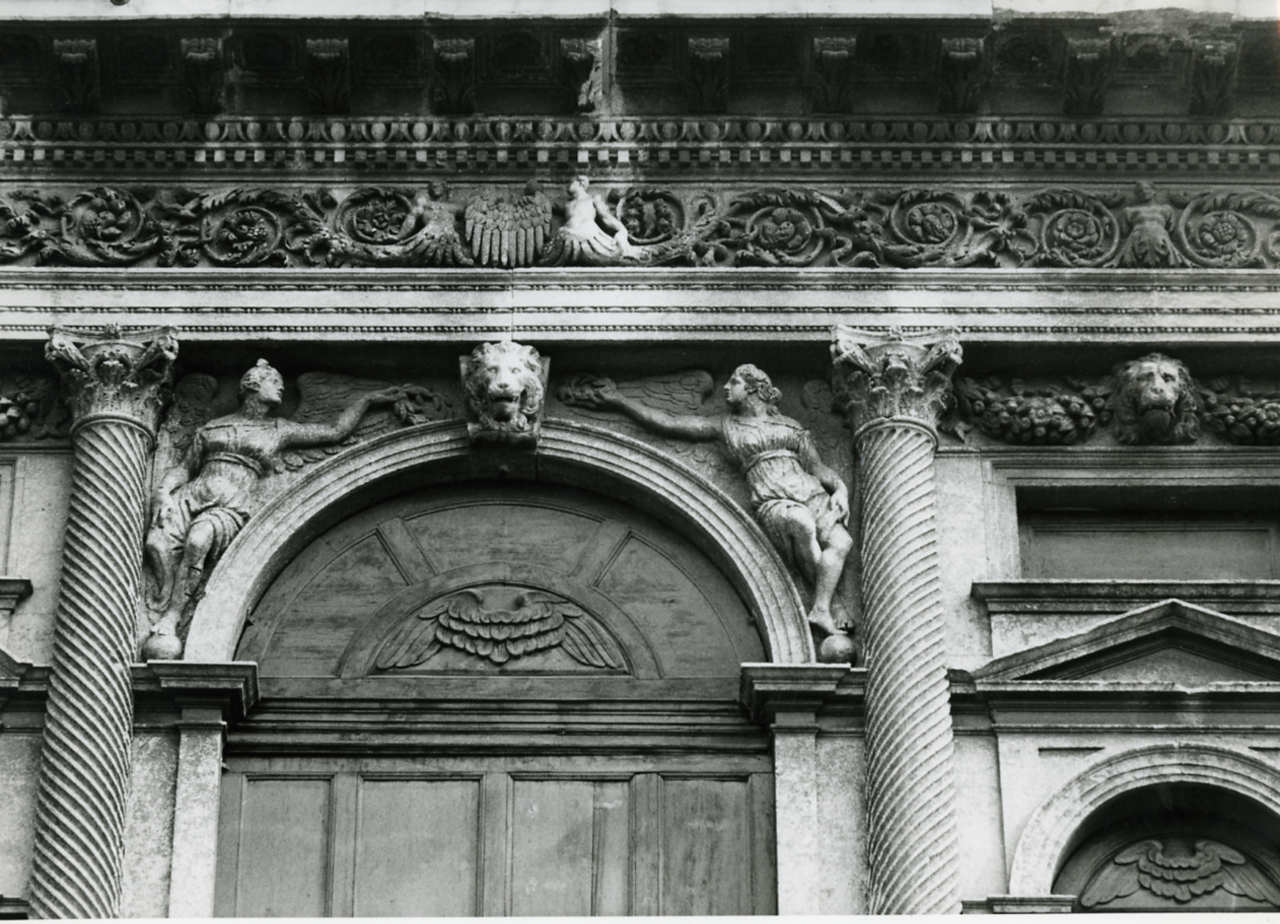
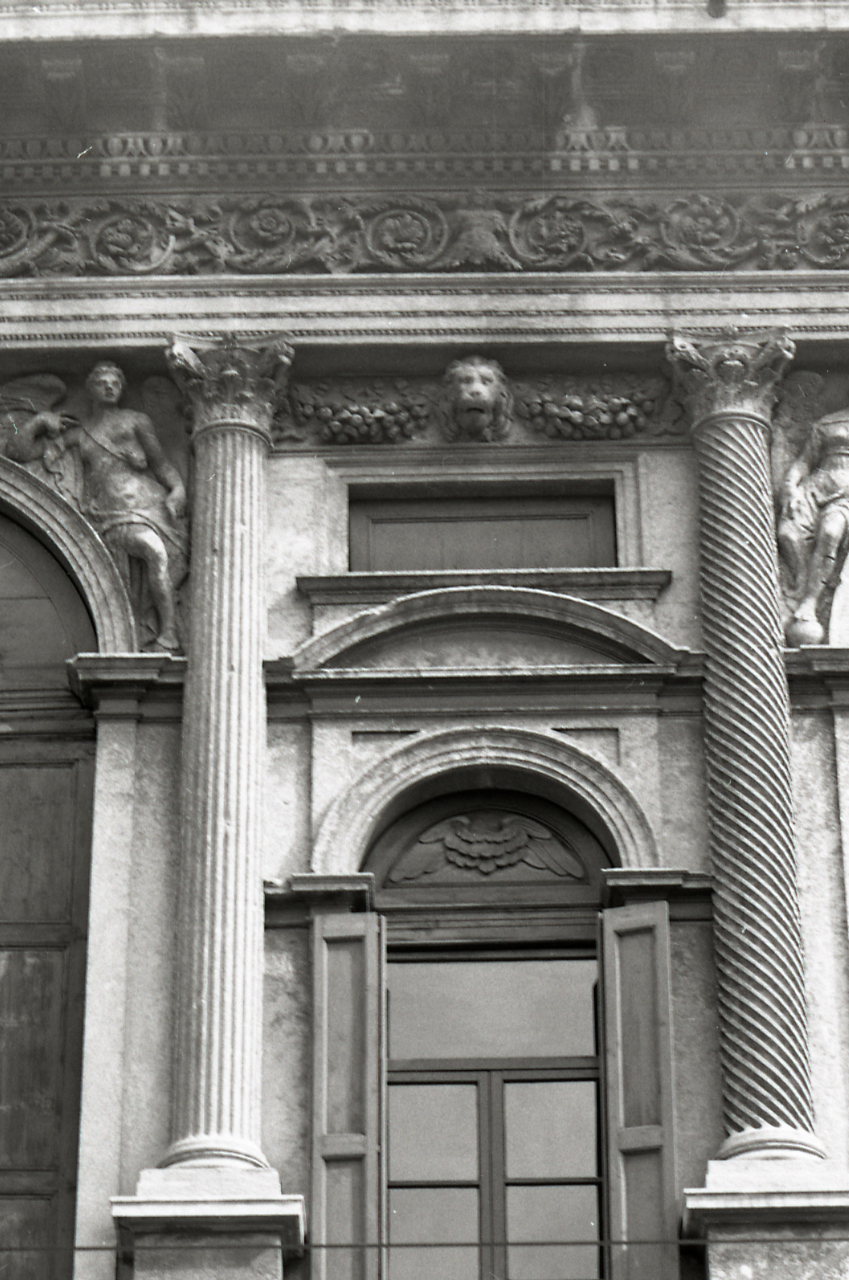

## Pinturas da antiga colecção do palácio
O palácio acolhia célebres pinturas, entre as quais:
- La pietà della lacrima, de Giovan Francesco Caroto - agora no museo civico di Castelvecchio;
- San Gerolamo di ignoto e San Guglielmo e il San Francesco, de Domenico Brusasorzi - agora no Museu do Louvre;
- Paradiso, de Tintoretto - agora no Museu do Louvre;
- um retrato de Donna con bambino, de Paolo Veronese - agora no Museu do Louvre.

Existiam ainda outras obras no palácio, agora dispersas em várias colecções italianas e estrangeiras.